# Objetores de Can Serra

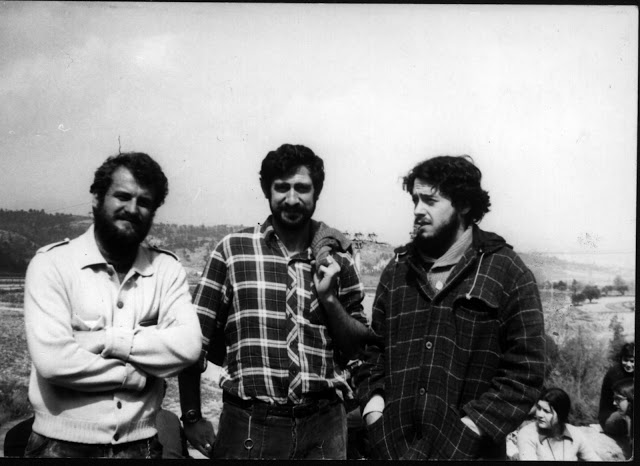
Jordi Agulló, Pepe Beunza y Joan Guzmán, primeros objetores de conciencia del Estado Español. 21 de abril de 1974.

Los objetores de Can Serra (Hospitalet de Llobregat) fue el primer grupo de objetores de conciencia españoles que manifestó su rechazo a hacer el servicio militar. El grupo empezó a hacer un servicio civil autogestionado en colaboración con las entidades vecinales del barrio de Can Serra, en Hospitalet de Llobregat. Posteriormente se añadieron más objetores a este grupo mientras que se crearon conjuntos en otras ciudades. Los objetores fueron encarcelados en el Castillo de Figueras bajo la jurisdicción militar, hasta beneficiarse de la Ley de Amnistía. 

## El proyecto de Can Serra
Los objetores de Can Serra, muchos de ellos vinculados al cristianismo de base, seguían una línea de objeción de conciencia por razones éticas y/o políticas que había iniciado Pepe Beúnza en 1971, y que los alejaba de las motivaciones estrictamente religiosas y apolíticas de los Testigos de Jehová, el colectivo de objetores más numeroso hasta el momento. Pepe Beúnza contaba con un grupo de apoyo, y después del eco generado de su Consejo de Guerra, tres personas más se declararon objetores: Víctor Boj, Jordi Agulló y Joan Guzmán. Los objetores eran encarcelados, liberados y vueltos a llamar a filas, y al negarse volvían a ser encarcelados. Antes de ser nuevamente encarcelado, Pepe Beúnza inició un Servicio Civil autogestionado en el barrio de Els Orriols de Valencia, donde solo pudo estar seis semanas. La estrategia del Servicio Civil voluntario y fuera de la jurisdicción militar cuestionaba el servicio obligatorio al ejército. Ante la "Ley de Negativa al Servicio Militar" de 1973 que fijaba las penas de prisión para los objetores, Justicia y Paz presentó una propuesta de Voluntariado para el desarrollo firmada por 250 jóvenes dispuestos a hacerlo como alternativa al servicio militar.
Es en este contexto que, ante la negativa del Gobierno, en una reunión en Monserrat entre Pepe Beúnza, Jesús Viñas, Martí Olivella y José Luis Lafuente, se acordó que un grupo de jóvenes comenzaría, en septiembre de 1975, un Servicio Civil autogestionado en el barrio de Can Serra de Hospitalet de Llobregat, donde vivía Martí Olivella en aquellos momentos tan graves de carencias en infraestructuras y servicios sociales. El primer grupo de objetores que ya se había incorporado de manera inmediata estaba formado por cinco firmantes de la propuesta de voluntariado:
- Ovidio Bustillo, ex-seminarista de Palencia
- Vicente Amurgos, ex-seminarista andaluz
- Jesús Viñas, maestro catalán
- Guillermo Luis Cereceda, estudiante madrileño
- José Diez Faixat, asturiano

A los cuales se añadieron:
- Esteban Zabaleta, ex-seminarista vasco
- José Antonio Monteserín, leonés licenciado en Filosofía y Letras

El proyecto de Can Serra incluía tareas como atender una guardería, un casal de verano, una residencia y una escuela de adultos, así como tareas de arreglo y rehabilitación de locales comunitarios del barrio. 

## Declaración pública de 1975
La noche de Navidad, el 24 de diciembre de 1975, cuando llevaban más de tres meses de proyecto, los primeros cinco objetores de Can Serra presentaron públicamente en muchas iglesias el manifiesto "Un camino para la paz: manifiesto de objetores de conciencia". En este exponían las tareas que estaban realizando en el barrio, su voluntad de seguir trabajando durante dos años, así como los motivos para no incorporarse en filas. La importancia de esta declaración conjunta por el futuro movimiento de objeción de conciencia es que por primera vez se presentó un caso colectivo en lugar de uno individual. El grupo manifestaba ser consciente de que estaba haciendo un acto de desobediencia a la ley y que por este motivo podían ser encarcelados. Su objeción al servicio militar es estrictamente no violenta, pacifista y de oposición al ejército y a las armas. 

## Encarcelamiento
Los siete primeros objetores de Can Serra fueron efectivamente detenidos por la Guardia Civil y encarcelados en el Castillo de San Ferrán, en Figueras, justo a la vigilia de la manifestación del 7 de febrero convocada por la Asamblea de Cataluña. Esto desencadena una campaña de soporte por parte de los grupos pacifistas, pero también de las organizaciones vecinales con las que se habían vinculado a través del servicio civil. Hubo nuevos jóvenes que se declararon objetores y se crearon servicios civiles autogestionados en Bilbao, Madrid, Málaga, Tarragona y Vich. Nuevos objetores, entre los cuales Martí Olivella y Francesc Riera, hicieron pública su incorporación previa al proyecto de Can Serra.

## Indulto y Real Decreto
En 1976 los objetores de conciencia fueron incluidos al indulto parcial del 30 de junio a los presos políticos. El Gobierno de Adolfo Suárez promulgó el 23 de diciembre del mismo año un Real Decreto que regulaba la objeción de conciencia solo por motivos religiosos y previno un servicio cívico aunque bajo jurisdicción militar. Este decreto fue rechazado por 75 objetores que a raíz de esto crearon el Movimiento de Objeción de Conciencia (MOC) y que acabaron detenidos o se entregaron de forma condicionada el 5 de mayo de 1977.
Un nuevo grupo de cinco objetores que también hacían servicio social autogestionado en Can Serra publicaron un manifiesto donde declararon que el indulto no resolvía el problema, ya que los nuevos objetores continuaban encarcelados. Entonces, se añadieron seis nuevos objetores que forzaron su detención, ocupando la Caja de Reclutas el 5 de mayo de 1977. Después de una semana retenidos en el Cuartel de Intendencia fueron encarcelados en el Castillo de San Ferrán.
Una marcha de cien personas fue hasta el Castillo de Figueras el 11 y el 12 de junio para reclamar la libertad de los once objetores que residían allí. Finalmente, salieron con la segunda amnistía, el 10 de octubre de 1977. 

## Ley de Amnistía, la incorporación aplazada y la prestación social
La ley de amnistía del 17 de octubre de 1977 que liberaba a los presos políticos y daba impunidad a los crímenes de la dictadura, también liberó a 220 objetores de conciencia, entre ellos los del grupo de Can Serra. Sin embargo, los nuevos objetores, según la ley vigente, podían ser encarcelados. Esto hizo que Manuel Gutiérrez Mellado, ministro de defensa, dictase una orden interna por la cual quedase indefinidamente aplazada la incorporación a filas de los nuevos objetores al servicio militar. En consecuencia, llevó a la acumulación de objetores durante la década de los ochenta que no se resolvió con la ley de objeción de conciencia de 1984, hasta el reglamento de Prestación Social Substitutoria (PSS) de 1988 que se proclamó con más de cien mil objetores "acumulados". A partir de ese año mientras una parte de los objetores fue pasada a la reserva, otra parte se incorporó a la PSS y comenzó a crecer el número de insumisos que se negaron a hacer un servicio substitutorio y a cualquier otra forma de conscripción. Este número fue aumentando hasta cerca de veinte mil insumisos y cerca de un millón de objetores en el momento de la abolición del servicio militar en 2001. En el periodo entre el reglamento de la PSS y la abolición del servicio militar estuvieron encarcelados 1.670 objetores. 